# Aksel Agerby
Aksel Agerby (født 29. maj 1889 i Viborg, død 20. marts 1942 i København) var en dansk organist, komponist og musikadministrator. Agerby drev desuden sit eget nodeforlag, der også udgav andres arbejder.
Aksel Agerby født Andersen, navnforandring 1905. Søn af brolægger Christen Andersen (1848-1913), 1905 navneforandring til Agerby. Arkivbud ved Provinsarkivet/Landsarkivet for Nørrejylland i Viborg og første hustru Mette Marie Jensen (1856-1896)

## Værk
Agerby var blind og blev uddannet som pianist og organist fra Det kongelige Blindeinstitut og Københavns Organistskole. Han var fra 1921 organist ved Københavns Begravelsesvæsen og fra 1930 til sin død ved Brønshøj Kirke. I dag huskes han på grund af melodien til Jeg er havren. Nogle få andre af hans sange findes indspillet af bl.a. Aksel Schiøtz. Hans musikalske produktion omfattede i øvrigt en del sange og nogle få instrumentalkompositioner, der for nogles vedkommende er orkestreret af andre.
Hans betydning for dansk musikliv ligger et andet sted. Han var en energisk og karismatisk formand for DUT (Det Unge Tonekunstnerselskab – nedlagt sidst i 1995) som var dansk deltager i ISCM (International Society for Comtemporary Music). Agerby var formand for DUT fra 1929 til sin død og omtales i samtidige fødselsdagsartikler og i nekrologer som en formand, der havde stærke meninger og evnen til at få ting til at ske. Det lykkedes ham at sammenlægge med Ny Musik og skabe en mere slagkraftig forening for samtidsmusik. Han fik også lavet et samarbejde med Dansk Koncertforening om koncertvirksomheden, var hovedkraften i dannelsen af Unge Tonekunstneres Orkester, som blev en vigtig institution både som koncertgiver og som uddannelsessted for unge musikere, og fik etableret Unge Tonekunstneres Fond til understøttelse af unge musikere. Ved hans hustrus død i 1946 blev deres efterladte midler lagt i Astrid og Aksel Agerby Mindelegat til udøvende eller skabende danske musikere.

## Musik (ikke udtømmende)

### Sang med klaver
- Jeg ved... (1915) (Anders W. Holm)
- Folkevise. Var jeg en Lærke graa (1915) (Thor Lange)
- Jeg er Havren (1916) (Jeppe Aakjær)
- Ung Vise(Alle mine Længsler...) (1917) (Jeppe Aakjær)
- Lillekonval (1918) (Helge Rode)
- Spurvene ved Helliggejst (1918) (Jeppe Aakjær)
- Ingalill (1918) (Gustaf Fröding)
- Ægtestand (1919) (Harald Bergstedt)
- Endnu et lille Nyk (1919) (Jeppe Aakjær)
- Eftermiddagsthe (1920) (Eugen Frank)
- Polangins Børn i Pensa (1920) (Hans Hartvig Seedorf)
- Majsol (1921) (Jeppe Aakjær)
- Aftenvandring (1921) (Anders W. Holm)
- Vor Mor (1924) (Johann Skjoldborg)
- Jyske Viser (10 sange) (1925)
- Sig nærmer Tiden (1926) (Steen Blicher)
- Majnat (1927) (Jeppe Aakjær)
- Sommermorgen (1927) (Svend Erichsen)
- Foraarstegn (1927) (Jeppe Aakjær)
- Der blomstrer ej saa liden Blomst (1928) (Carl Bahnson)
- Om Vejen bliver tung og trang (1928) (Carl Bahnson)
- Vor Tid (1928) (Johann Skjoldborg)
- Helene (1928) (Johann Skjoldborg)
- Kabbelejen (1928) (Johan Skjoldborg)
- Første Gang (1932) (Marie Hamsun)
- Bedstes Spindevise (1932) (Martin Andersen Nexø)
- Steen Blicher (1932) (Jeppe Aakjær)
- Humlebien (1932) (Jeppe Aakjær)
- Majvise (1932) (Mogens Dam)
- Den Gamle Jul (1932) (Kai Hoffmann)
- Vintergækker (1934) (Hans Storm)
- En Dag (1934) (Hans Storm)
- Flammende Ungdom (1935) (Oskar Hansen)
- Hørvise (1940) (Johannes V. Jensen)
- Hvide børn og sorte børn
- Se Wikisource

### Kor
- Vor tid (blandet kor)
- Glæde over foråret (mandskor)
- Danmark, kære mor (mandskor)
- Kløver (mandskor)

### Anden besætning
- Intermezzo (obo og orkester)
- Elegi (obo og orkester)
- Intermezzo pastorale (violin og klaver)
- Humoreske (violin og klaver)
- Aftenvandring (orkester)
- Berceuse (violin og klaver)

## Læs mere
- Artikel i DMT (Dansk Musik Tidsskrift) i anledning af Agerbys 50-årsdag
- Om Agerby som formand
- Nekrolog i DMT
- Om Unge Tonekunstneres Fond (Webside ikke længere tilgængelig)
- Andre artikler af og om Agerby på DVM (Det Virtuelle Musikbibliotek) (Webside ikke længere tilgængelig)
- Dansk biografisk Leksikon Gyldendals forlag 1979
- Musikkens Mestre, danske Komponister af Ejnar Jacobsen og Vagn Kappel. Gjellerups forlag 1947
- Bertel Bing: Organist Aksel Agerby død. (National Tidende 21. marts 1942)
- Gunnar Heerup: Aksel Agerby er død. (Levende Musik S. 43? – 1942)
- Axel Kjerulf: Komponisten Aksel Agerby døde i Gaar. (Politiken 21. marts 1942)
- Billede af Agerby Arkiveret 1. juli 2007 hos  Wayback Machine